# Russische Sommer-Meisterschaften im Skispringen 2021
Die russischen Sommer-Meisterschaften im Skispringen 2021 wurden vom 5. bis zum 10. Oktober in Krasnaja Poljana bei Sotschi auf der Schanzenanlage RusSki Gorki ausgetragen. Veranstalter war der russische Skiverband für Skispringen und die Nordische Kombination (FSJNCR). Als Wettkampfleiter fungierte Juri Kalinin, Technischer Delegierter war Ildar Garifullin. Bei den Frauen gewann Irina Awwakumowa von der Normalschanze ihren sechsten Sommer-Meistertitel im Einzel. Der Sieger bei den Männern war Jewgeni Klimow, der entgegen den Vorjahren für keine subnationale Einheit am Start war. Teammeister von der Großschanze wurden die Vertreter der Oblast Nischni Nowgorod.

## Austragungsort
| \| Sotschi \| |
| Sotschi       |

| Sotschi |

## Ergebnis

### Frauen
| Platz | Name                 | Föderationssubjekt | Weite 1 | Weite 2 | Punkte |
| ----- | -------------------- | ------------------ | ------- | ------- | ------ |
| 01.   | Irina Awwakumowa     | Oblast Moskau      | 099,5   | 103,5   | 243,3  |
| 02.   | Sofija Tichonowa     | Sankt Petersburg   | 099,0   | 100,0   | 231,0  |
| 03.   | Alexandra Kustowa    | Oblast Magadan     | 098,0   | 099,5   | 222,0  |
| 04.   | Anna Schpynjowa      | Sankt Petersburg   | 091,0   | 103,0   | 212,8  |
| 05.   | Irma Machinja        | Region Krasnodar   | 093,5   | 099,0   | 210,6  |
| 06.   | Lidija Jakowlewa     | Sankt Petersburg   | 095,0   | 097,5   | 202,6  |
| 07.   | Xenija Kablukowa     | Oblast Moskau      | 089,0   | 095,5   | 198,1  |
| 08.   | Marija Jakowlewa     | Sankt Petersburg   | 088,5   | 096,0   | 196,6  |
| 09.   | Anastassija Iwanenko | Sankt Petersburg   | 087,5   | 093,0   | 185,4  |
| 10.   | Kristina Prokopjewa  | Oblast Swerdlowsk  | 085,5   | 095,5   | 183,4  |

Datum: 7. Oktober 2021
Schanze: Normalschanze K-95
Russische Sommer-Meisterin 2020:  Irma Machinja
Teilnehmerinnen / Föderationssubjekte: 26 / 9
Die Frauen eröffneten die Meisterschaften mit ihrem Einzelspringen von der Normalschanze. Es setzte sich erneut die Rekordmeisterin Irina Awwakumowa durch, die zudem im Finaldurchgang mit ihrem Sprung auf 103,5 Metern die größte Weite erzielte. Nach einer langen Wettkampfpause verzeichnete Lidija Jakowlewa ihre ersten Sprünge, blieb jedoch als Sechste den Medaillenrängen fern. Diese erreichte Alexandra Kustowa, die nach ihrer Sperre erstmals seit den russischen Sommer-Meisterschaften 2019 wieder an solchen teilnahm. Es gab zwei Disqualifikationen.

### Männer

#### Großschanze
| Platz | Name                  | Föderationssubjekt      | Weite 1 | Weite 2 | Punkte |
| ----- | --------------------- | ----------------------- | ------- | ------- | ------ |
| 01.   | Jewgeni Klimow        | Russland                | 130,0   | 132,5   | 243,1  |
| 02.   | Danil Sadrejew        | Republik Tatarstan      | 132,0   | 131,0   | 242,8  |
| 03.   | Michail Nasarow       | Moskau                  | 129,0   | 130,0   | 237,3  |
| 04.   | Roman Trofimow        | Oblast Nischni Nowgorod | 129,5   | 125,5   | 227,2  |
| 05.   | Ilja Mankow           | Oblast Swerdlowsk       | 126,0   | 125,5   | 209,6  |
| 06.   | Alexander Baschenow   | Oblast Sachalin         | 125,5   | 123,0   | 204,7  |
| 07.   | Nikita Loboda         | Oblast Sachalin         | 121,0   | 123,5   | 203,6  |
| 08.   | Michail Maximotschkin | Oblast Nischni Nowgorod | 119,5   | 121,0   | 195,9  |
| 09.   | Ilmir Chasetdinow     | Oblast Moskau           | 124,5   | 119,0   | 193,0  |
| 10.   | Kirill Kotik          | Oblast Nischni Nowgorod | 117,5   | 118,0   | 181,7  |

Datum: 9. Oktober 2021
Schanze: Großschanze K-125
Russischer Sommer-Meister 2020:  Ilmir Chasetdinow
Teilnehmer / Föderationssubjekte: 45 / 9
In einem knappen Wettbewerb setzte sich schließlich der favorisierte Altmeister Jewgeni Klimow gegen den 18-jährigen Danil Sadrejew mit 0,3 Punkten Vorsprung durch. Vormalige Medaillengewinner wie Michail Purtow (15.), Alexander Sardyko (23.) oder Wladislaw Bojarinzew (24.) landeten deutlich außerhalb der Top 10.

#### Team
| Platz | Team                    | Namen                                                                   | Weite 1                 | Weite 2                 | Punkte |
| ----- | ----------------------- | ----------------------------------------------------------------------- | ----------------------- | ----------------------- | ------ |
| 01.   | Oblast Nischni Nowgorod | Michail Maximotschkin Sachir Dschafarow Kirill Kotik Roman Trofimow     | 116,0 115,5 117,0 129,5 | 118,5 112,5 120,0 128,5 | 765,0  |
| 02.   | Republik Tatarstan      | Ruslan Achmjetschin Alexander Loginow Emil Kalimullin Danil Sadrejew    | 115,5 114,5 130,5       | 111,5 114,5 119,0 135,5 | 756,8  |
| 03.   | Oblast Swerdlowsk       | Dmitri Chodykin Michail Purtow Wadim Schischkin Ilja Mankow             | 116,0 112,0 112,5 119,5 | 111,5 115,0 114,5 122,0 | 696,8  |
| 04.   | Region Perm             | Fjodor Nowikow Konstantin Nikolajew Wladislaw Mustafin Maxim Altschikow | 098,5 119,0 110,0 113,5 | 100,0 117,0 111,0 104,5 | 593,6  |
| 05.   | Oblast Sachalin         | Artjom Mjasnikow Nikita Loboda Maxim Kolobow Alexander Baschenow        | 104,0 DSQ 115,5 120,0   | 110,0 115,0 119,5 120,0 | 588,7  |

Datum: 10. Oktober 2021
Schanze: Großschanze K-125
Russischer Sommer-Meister 2020:  Oblast Moskau
Teilnehmende Teams / Föderationssubjekte: 8 + 1 / 8
Weitere Platzierungen:

06. Platz:  Moskau

07. Platz:  Sankt Petersburg

08. Platz:  Republik Baschkortostan

09. Platz: Gemischtes Team
Das Team aus Oblast Nischni Nowgorod gewann den Mannschaftswettbewerb vor der Republik Tatarstan, die damit ihren historisch ersten Sieg verpasste.